# 대영 도서관

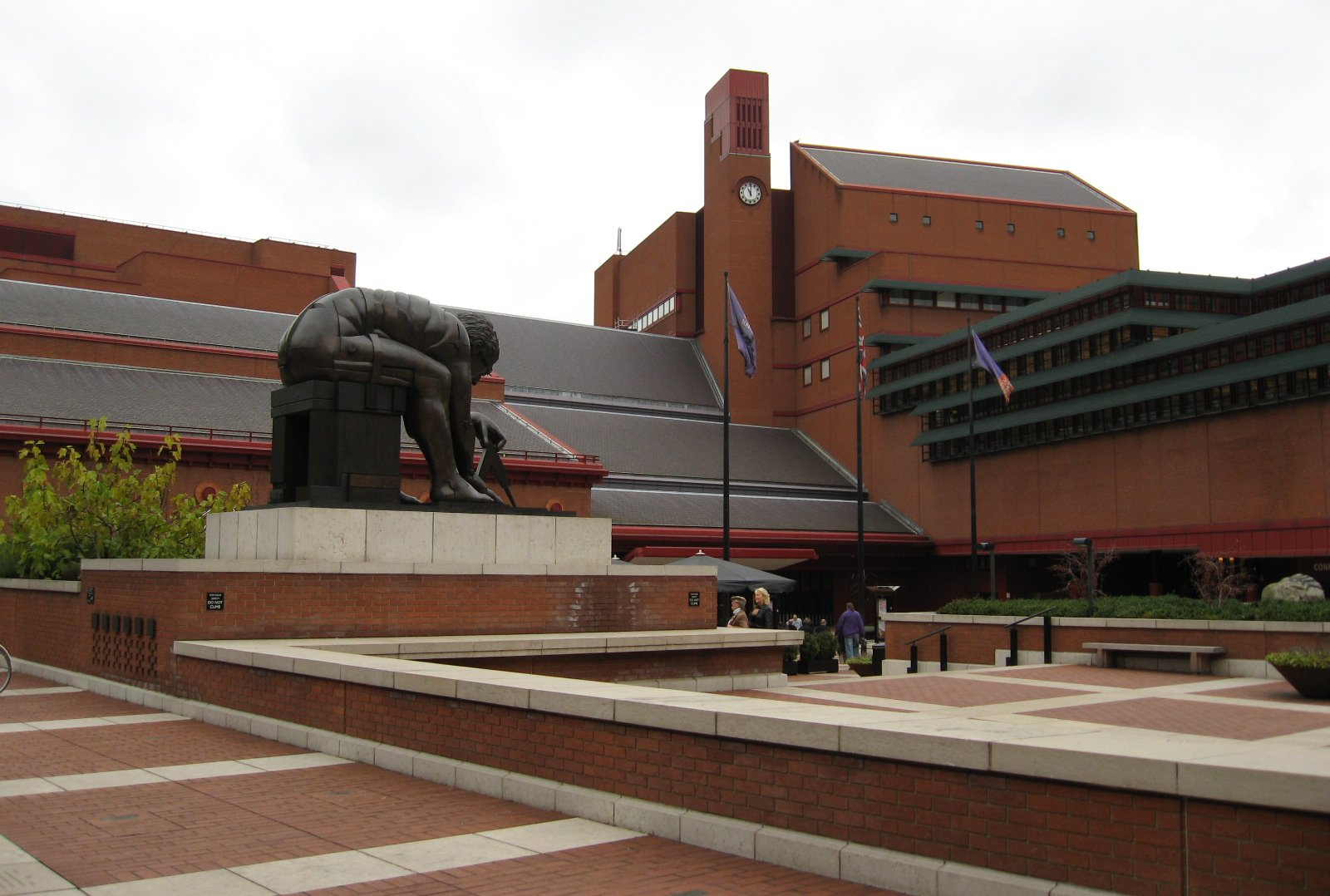
광장에서 바라본 대영 도서관

대영 도서관(British Library), 약칭 BL은 영국의 국립도서관이다. 런던에 위치하며, 여러 국가의 약 1억 7천만에서 2억 개의 자료를 소장하고 있는 세계에서 가장 큰 도서관 중 하나이다. 납본 도서관으로서 영국과 아일랜드에서 발행되는 모든 도서의 사본을 받으며, 영국에서 유통되는 해외 도서의 상당 부분도 수령한다. 이 도서관은 영국 디지털·문화·미디어·스포츠부의 후원을 받는 비부처 공공기관으로 운영된다.
대영 도서관은 주요 연구 도서관으로, 다양한 언어와 인쇄본 및 디지털 등 다양한 형식의 자료를 소장하고 있다: 도서, 사본, 저널, 신문, 잡지, 음성 및 음악 녹음, 비디오, 연극 대본, 특허, 데이터베이스, 지도, 우표, 판화, 그림. 도서관의 소장 자료에는 약 1,400만 권의 도서와 방대한 사본 및 기원전 2000년까지 거슬러 올라가는 자료들이 포함되어 있다. 도서관은 자료 수집 프로그램을 유지하며 매년 약 300만 점의 자료를 추가하여 9.6 킬로미터 (6 mi)의 새로운 서가 공간을 차지한다.
도서관의 전용 건물은 런던의 세인트판크라스역 옆에 위치한다. 이 건물은 1998년 6월 25일 엘리자베스 2세에 의해 공식적으로 개관되었으며, 건축 및 역사적 가치로 인해 Grade I 등록문화재로 지정되었다. 요크셔의 보스턴 스파 근처에 두 번째 외부 보관소가 있다.

## 역사

### 초기 기반 (1972–1997)
대영 도서관은 1972년 대영 도서관법에 따라 1973년 7월 1일 설립되었다. 이전에는 국립도서관이 대영박물관의 일부였으며, 새로운 도서관의 소장 자료 대부분을 제공했으며, (예를 들어 국립 중앙 도서관, 국립 과학 기술 대출 도서관, 영국 국립 서지)와 같은 소규모 기관들이 통합되었다. 1974년에는 과학 기술 정보국에서 이전에 수행하던 기능이 인수되었고, 1982년에는 India Office Library and Records와 HMSO 제본소가 대영 도서관의 책임이 되었다. 1983년에는 도서관이 내셔널 사운드 아카이브(National Sound Archive)를 흡수하여 수많은 음성 및 비디오 녹음 자료를 보유하게 되었으며, 백만 개 이상의 디스크와 수천 개의 테이프가 있다.
도서관의 핵심 역사 컬렉션은 18세기부터의 일련의 기증 및 수집에 기반을 두고 있다. 이들은 "기초 컬렉션"으로 알려져 있으며, 한스 슬론 경 (1753년 사망)의 도서관 및 자연사 컬렉션을 국가에 기증하겠다는 결정으로 대영박물관이 설립되었다. 박물관 이사들은 또한 로버트 할리의 Harleian Library 컬렉션을 1만 파운드에 구매했다. 또한 로버트 코튼 경 (1631년 사망)의 옛 컬렉션인 코튼 도서관도 도서관에 제공되었다. 이것은 이미 공공 소유였으며 웨스트민스터의 애쉬번햄 하우스에 보관되어 있었다. 이 세 컬렉션은 나중에 조지 2세가 기증한 올드 로열 라이브러리(Old Royal Library)와 조지 3세의 킹스 라이브러리에 합류되었다.

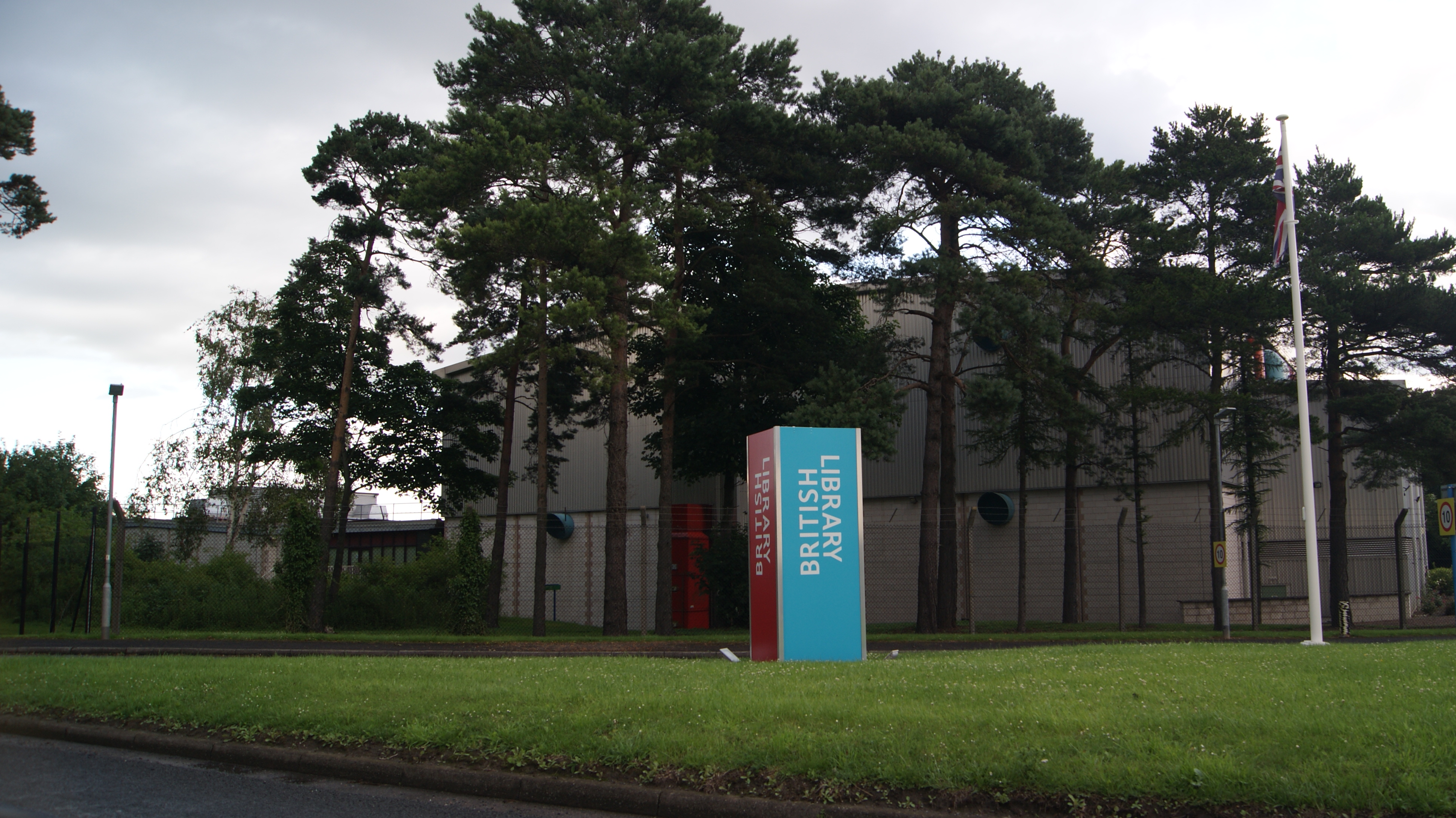
보스턴 스파의 대영 도서관 지점 (Thorp Arch Trading Estate 소재), 웨스트요크셔주

수년 동안 컬렉션은 센트럴런던의 여러 건물에 분산되어 있었는데, 예를 들어 블룸즈버리 (대영박물관 내), 채너리 레인, 베이즈워터, 홀본 등이 있었고, 웨더비에서 동쪽으로 2.5 마일 (4 km) 떨어진 보스턴 스파 (Thorp Arch Trading Estate에 위치)에는 상호대차 센터가, 북서 런던의 콜린데일에는 신문 도서관이 있었다.

### 세인트판크라스로 이전 (1997년–현재)
대영 도서관의 초기 계획은 박물관 바로 앞에 있는 7에이커 면적의 거리를 철거하여 도서관을 직접 마주보게 하는 것이었다. 조지 바그너 박사가 이끄는 길고 힘든 캠페인 끝에 이 결정은 번복되었고, 도서관은 대신 세인트판크라스역 옆의 유스턴 로드 부지에 John Laing plc에 의해 건설되었다.
1997년 10월 25일 라운드 열람실이 폐쇄된 후 도서관 자료가 세인트판크라스 건물로 옮겨지기 시작했다. 그 해 말까지 11개의 새로운 열람실 중 첫 번째 열람실이 문을 열었고 자료 이동은 계속되었다. 1997년부터 2009년까지 주요 컬렉션은 이 단일 신축 건물에 보관되었고, 영국 및 해외 신문 컬렉션은 콜린데일에 보관되었다. 2008년 7월, 도서관은 사용 빈도가 낮은 자료를 요크셔 보스턴 스파의 새로운 보관 시설로 옮기고, 나중에 같은 부지에 유사한 시설로 이전하기 전에 콜린데일의 신문 도서관을 폐쇄할 계획이라고 발표했다. 2009년 1월부터 2012년 4월까지 200km 이상의 자료가 추가 보관 건물로 옮겨졌으며, 현재 매일 셔틀 서비스를 통해 런던의 대영 도서관 열람실로 요청 시 배송되고 있다. 추가 보관 건물 건설 작업은 2013년에 완료되었고, 콜린데일의 신문 도서관은 2013년 11월 8일에 폐쇄되었다. 컬렉션은 현재 세인트판크라스와 보스턴 스파 부지에 분할 보관되어 있다. 도서관은 이전에 남동 런던 울리치에 도서 보관 창고를 가지고 있었으나 더 이상 사용하지 않는다.

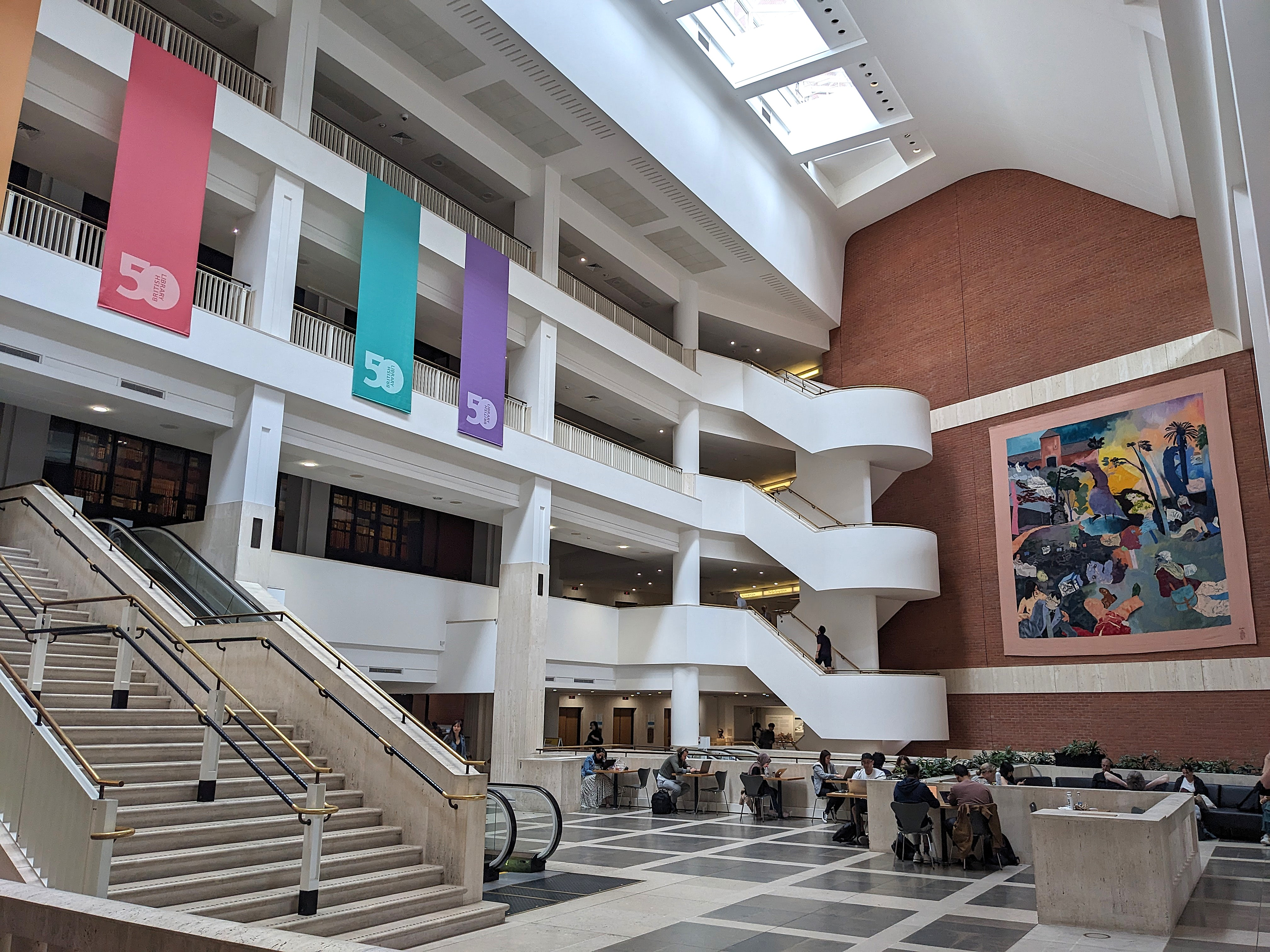
태피스트리가 걸린 입구 홀

새로운 도서관은 건축가 콜린 세인트 존 윌슨이 그의 아내 메리 제인 롱과 협력하여 특별히 설계했으며, 그녀가 나중에 개발되고 건설된 계획을 고안했다. 유스턴 로드 쪽으로는 공공미술 작품들이 있는 넓은 광장이 있는데, 여기에는 에두아르도 파올로치 (윌리엄 블레이크의 아이작 뉴턴 연구를 기반으로 한 청동상)와 앤터니 곰리의 대형 조각품이 포함된다. 이 건물은 20세기에 영국에서 건설된 가장 큰 공공 건물이었다.

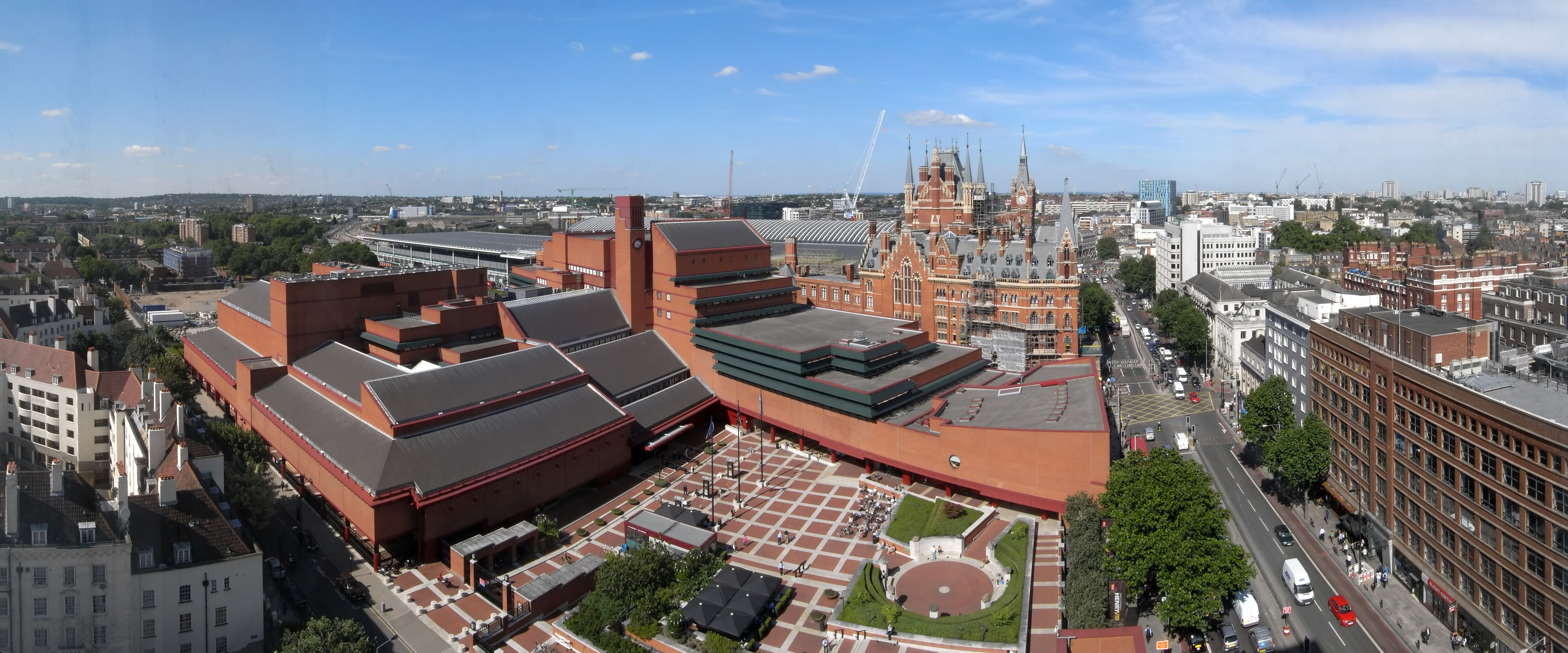
세인트판크라스역 뒤편의 대영 도서관

건물 중앙에는 베이네케 도서관의 유사한 구조에서 영감을 받은 6층 유리탑이 있으며, 1763년에서 1820년 사이에 조지 3세가 수집한 65,000권의 인쇄물과 기타 팸플릿, 사본 및 지도가 포함된 킹스 라이브러리가 보관되어 있다. 2009년 12월, 보스턴 스파에 새로운 보관 건물이 로지 윈터턴에 의해 개관되었다. 2,600만 파운드가 소요된 이 새로운 시설은 14만 개 이상의 바코드 컨테이너에 보관된 700만 점의 자료를 수용할 수 있으며, 로봇이 162.7마일의 온도 및 습도 조절 보관 공간에서 자료를 검색한다.
유스턴 로드 건물은 2015년 8월 1일 Grade I 등재되었다. 리즈에 세 번째 지점을 개설할 계획이 있으며, 잠재적으로 Grade 1 등재된 Temple Works에 위치할 수 있다.

#### 디지털 아카이빙 및 디지털 도서관 시스템
2005년 대영 도서관은 영국의 웹사이트를 수집하고 보존하는 UK 웹 아카이브 프로젝트를 시작했다. 도서관이 데이터를 수집할 때마다 웹사이트 소유자에게 웹사이트를 보관할 수 있는 권한을 요청했다.
2012년 영국 납본 도서관들은 대영 도서관이 개발한 디지털 도서관 시스템(DLS)을 구현하는 공유 기술 인프라를 구축하고 모든 웹사이트를 자동으로 수집할 수 있도록 하는 양해각서에 서명했다. 2013년 4월 5일, 도서관은 국가의 "디지털 메모리"를 보존하기 위해 .uk 접미사를 가진 모든 사이트(당시 약 480만 개의 사이트에 10억 개의 웹 페이지 포함)를 보관하는 프로젝트를 발표했다. 도서관은 2013년 말까지 모든 자료를 사용자에게 공개하고, 인터넷의 유동성에도 불구하고 기술 발전을 통해 모든 자료가 미래 세대를 위해 보존되도록 보장할 것이라고 밝혔다. 영국 정부가 "Legal Deposit Libraries (Non-Print Works) Regulations 2013"을 통과시킨 후, 대영 도서관은 2013년 4월 6일부터 비인쇄 전자 출판물을 포함하도록 2003년 Legal Deposit Libraries Act를 확장할 수 있었다.
네 개의 저장 노드 위치(런던, 보스턴 스파, 에버리스트위스, 에든버러)는 안전한 네트워크를 통해 연결되어 지속적으로 통신하며 데이터를 자동으로 복제, 자체 확인 및 복구한다. 2013년부터 매년 모든 .uk 도메인(및 기타 최상위 도메인)에 대한 완전한 크롤링이 DLS에 추가되었으며, 여기에는 인터넷 아카이브의 1996~2013년 .uk 컬렉션 전체가 포함되어 있다. 이 정책 및 시스템은 2006년부터 매년 .fr 도메인을 크롤링해 온 프랑스 국립도서관의 것을 기반으로 하며, 2010년까지는 인터넷 아카이브의 도움을 받았다.

#### 2023년 사이버 공격
2023년 10월 28일, 대영 도서관의 전체 웹사이트가 사이버 공격으로 인해 중단되었으며, 이는 랜섬웨어 그룹 라이시다에 의한 랜섬웨어 공격으로 확인되었다. 목록 및 주문 시스템이 영향을 받아 도서관 컬렉션의 대다수가 열람자에게 접근할 수 없게 되었다. 도서관은 서비스가 몇 주 동안 중단될 것이며, 일부 중단은 몇 달 동안 지속될 것으로 예상된다고 발표했다.
2024년 1월 현재, 대영 도서관은 사이버 공격의 결과로 기술 중단을 계속 겪고 있다. 2024년 10월까지 이전에 접근할 수 없었던 많은 서비스가 복원되었는데, 원격 항목 주문, 온라인 학습 서비스 및 온라인 원고가 포함된다.
2025년 3월, 대영 도서관은 일본 부동산 개발업체 미쓰이 부동산의 자금 지원으로 11억 파운드 규모의 리노베이션 계획을 발표했다. 이 프로젝트는 도서관의 공공 공간을 확장하여 문화, 학습, 연구 및 비즈니스 활동을 위한 10만 평방피트와 새로운 상업 및 소매 공간 60만 평방피트를 추가하는 것을 목표로 한다.

## 컬렉션

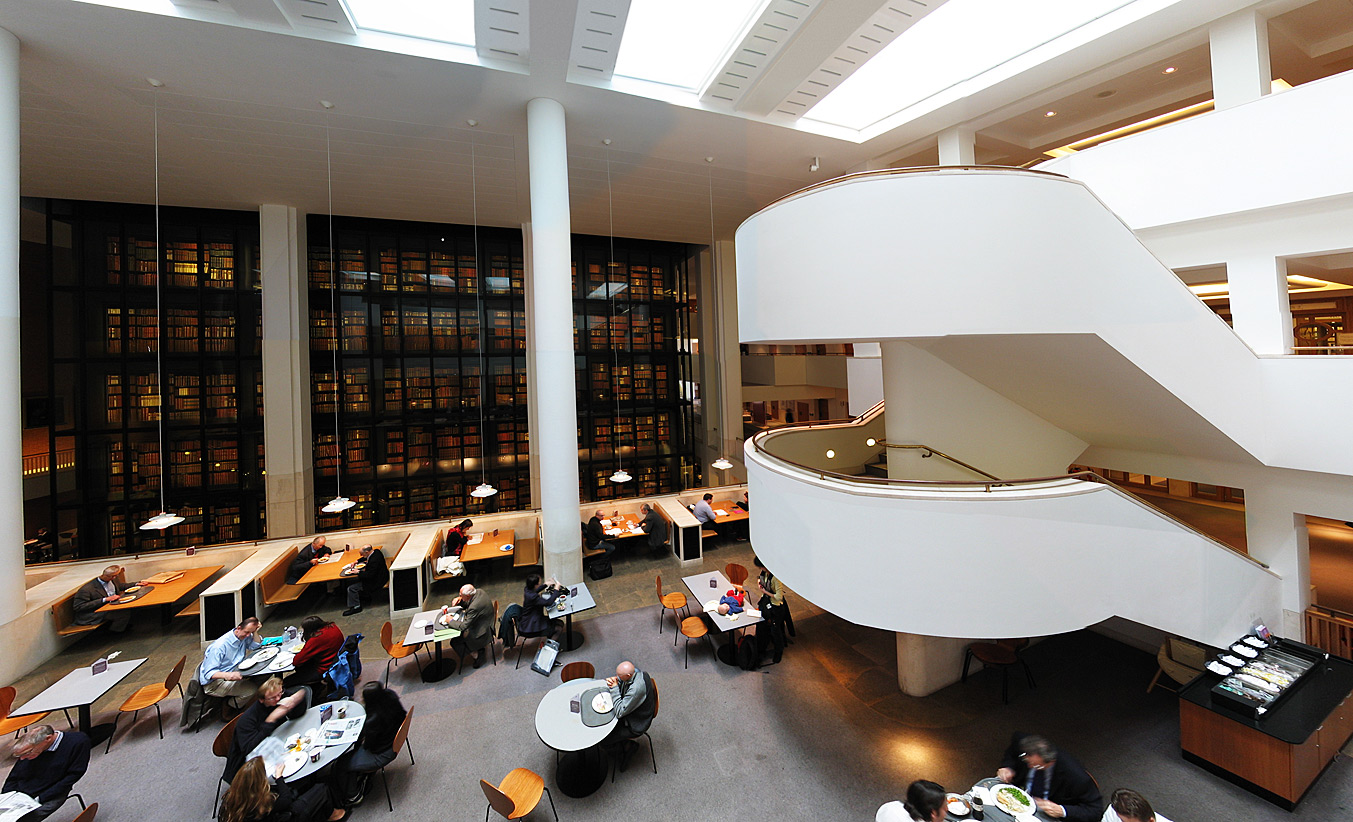
대영 도서관 내부, 배경에는 킹스 라이브러리의 훈제 유리 벽

대영 도서관은 납본 도서관이다. 잉글랜드에서 납본 제도는 적어도 1610년으로 거슬러 올라간다. 1911년 저작권법은 납본 원칙을 확립하여 대영 도서관과 영국 및 아일랜드의 다른 5개 도서관이 영국에서 출판되거나 배포되는 모든 자료의 무료 사본을 받을 자격이 있음을 보장한다. 다른 5개 도서관은 옥스퍼드의 보들리 도서관, 케임브리지의 케임브리지 대학교 도서관, 더블린의 트리니티 칼리지 도서관, 그리고 스코틀랜드 국립 도서관과 웨일스 국립 도서관이다. 대영 도서관은 영국에서 출판되는 모든 자료의 사본을 자동으로 받아야 하는 유일한 도서관이다. 다른 도서관들은 이러한 자료를 받을 자격이 있지만, 출판되었거나 출판될 예정임을 알게 된 후 발행인에게 특별히 요청해야 하며, 이 작업은 Agency for the Legal Deposit Libraries에서 중앙에서 수행한다.
아일랜드 저작권법 (최신은 2000년 저작권 및 관련 권리법)에 따라, 대영 도서관은 아일랜드 국립도서관, 더블린의 트리니티 칼리지 도서관, 리머릭 대학교 도서관, 더블린시티 대학교 도서관 및 아일랜드 국립대학교의 4개 구성 대학 도서관과 함께 아일랜드에서 출판되는 모든 도서의 무료 사본을 자동으로 받을 자격이 있다. 보들리 도서관, 케임브리지 대학교 도서관, 스코틀랜드 국립 도서관 및 웨일스 국립 도서관도 아일랜드에서 출판된 자료의 사본을 받을 자격이 있지만, 다시 공식적으로 요청해야 한다.
Legal Deposit Libraries Act 2003은 영국 납본 요건을 CD-ROM 및 선택된 웹사이트와 같은 전자 문서로 확대했다.
대영 도서관 문서 공급 서비스(BLDSS)와 도서관의 문서 공급 컬렉션 및 Secure Electronic Delivery는 요크셔의 보스턴 스파에 있는 도서관 부지에 기반을 두고 있다. 요크셔에 보관된 컬렉션은 사용 빈도가 낮은 자료와 신문 및 문서 공급 컬렉션으로 구성되며, 도서관이 보유한 전체 자료의 약 70%를 차지한다. 도서관은 또한 India Office Records와 아시아 및 북부 및 북동부 아프리카 언어로 된 자료를 포함하는 Asia, Pacific and Africa Collections (APAC)를 보유하고 있다.

### 사본

#### 기초 컬렉션
세 가지 기초 컬렉션은 1753년 대영박물관의 초기 사본 소장품을 형성하기 위해 함께 모인 것들이다.
- Cotton manuscripts
- Harley manuscripts
- Sloane manuscripts

#### 기타 명명된 컬렉션
기타 "명명된" 사본 컬렉션에는 다음이 포함되지만 이에 국한되지 않는다.
- Arundel Manuscripts
- Egerton manuscripts
- King's manuscripts
- Lansdowne manuscripts
- Royal manuscripts
- Stefan Zweig Collection
- Stowe manuscripts
- Yates Thompson manuscripts

다른 컬렉션 (반드시 사본일 필요는 없음):
- Lawrence Durrell Collection

#### 추가 사본
추가 사본 시리즈는 명명된 컬렉션에 포함되지 않는 사본을 다루며, 1756년 이래 도서관에 기증, 구매 또는 유증된 모든 기타 사본을 포함한다. 번호 매김은 4101에서 시작하는데, 이 시리즈는 원래 1부터 4100까지 번호가 매겨진 슬론 사본 컬렉션의 연속으로 간주되었기 때문이다.

### 신문

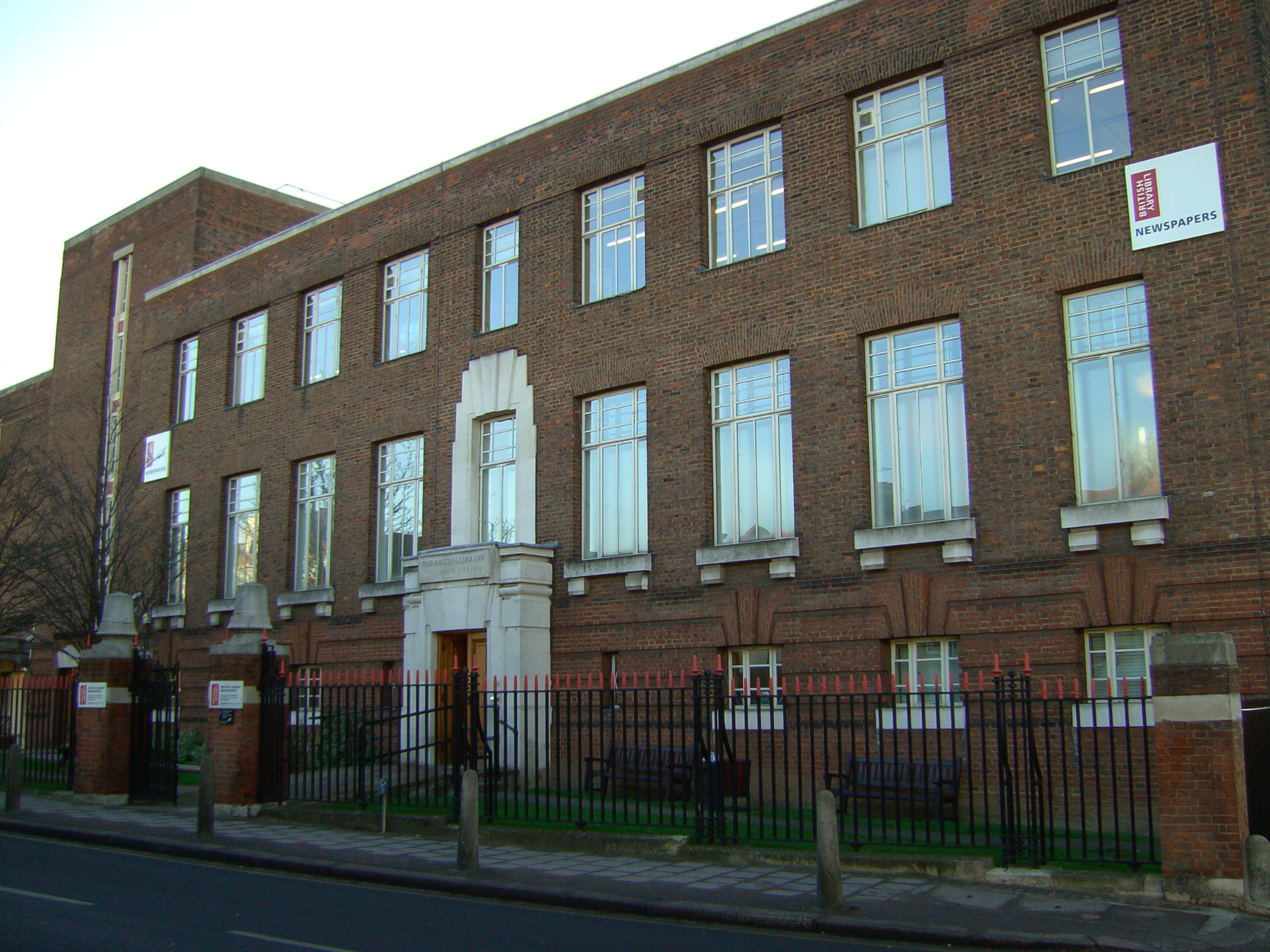
콜린데일에 있는 구 대영 도서관 신문 건물

도서관은 1840년 이래 영국과 아일랜드 신문의 거의 완전한 컬렉션을 보유하고 있다. 이는 신문 발행인들이 각 호의 사본을 도서관에 제공하도록 요구한 1869년 납본 법률 때문이기도 하다. 런던판 전국 일간 및 일요일 신문은 1801년까지 완비되어 있다. 총 66만 권의 제본된 책과 수천만 부의 신문이 담긴 37만 개의 마이크로필름 릴이 45 km (28 mi)의 서가에 5만 2천 개의 제목으로 구성되어 있다. 그 이전 시기부터는 7,200개의 17세기 신문으로 구성된 Thomason Tracts와 18세기 후반 및 19세기 초반의 거의 1백만 페이지의 신문이 담긴 Burney Collection이 포함되어 있다. 이 섹션은 또한 다양한 언어로 된 비영국 신문의 방대한 컬렉션을 보유하고 있다.
신문 부서는 2013년까지 북런던 콜린데일에 있었으나, 부적절한 보관 조건으로 개선이 불가능하다고 판단되어 건물들이 폐쇄되고 재개발을 위해 매각되었다. 현재 물리적 소장품은 세인트판크라스 (일부 고사용 정기 간행물, 그리고 Thomason Tracts 및 Burney 컬렉션과 같은 희귀 자료)와 보스턴 스파 (대부분의 컬렉션, 새로운 전용 시설에 보관) 부지에 분할되어 있다.
현재 컬렉션의 상당 부분과 점점 더 많은 부분이 마이크로필름이나 최근에는 디지털 형태로 독자들에게 복사본으로 제공되고 있다. 2010년 상업 파트너인 DC 톰슨 자회사 Brightsolid와 함께 신문 기록 보관소의 디지털화 10개년 프로그램이 시작되었으며, British Newspaper Archive는 2011년 11월에 출시되었다. 2014년 4월 세인트판크라스에 전용 신문 열람실이 개설되었는데, 여기에는 마이크로필름 및 디지털 자료를 열람하는 시설과, 복사본이 없는 경우 보스턴 스파에서 가져온 실물 자료를 열람하는 시설이 포함되었다.

### 온라인, 전자 및 디지털 자료
대영 도서관은 컬렉션 내 자료의 여러 이미지를 온라인에서 볼 수 있도록 제공한다. 온라인 갤러리는 다양한 중세 서적에서 가져온 30,000개의 이미지와 린디스판 복음서와 같은 독점 형식의 전시 스타일 자료들을 제공한다. 여기에는 레오나르도 다 빈치의 수첩과 같은 일부 문서를 "가상 페이지 넘기기" 기능도 포함된다. 많은 채식필사본 컬렉션의 목록 항목은 온라인에서 볼 수 있으며, 점점 더 많은 수의 페이지나 세밀화 이미지도 제공되고, 중요한 제본 자료의 데이터베이스도 있다.
대영 도서관의 상업용 보안 전자 배달 서비스는 2003년에 600만 파운드를 들여 시작되었다. 이 서비스는 저작권 제한으로 인해 이전에 도서관 밖에서는 이용할 수 없었던 1억 개 이상의 자료(28만 개의 저널 제목, 5천만 개의 특허, 5백만 개의 보고서, 476,000개의 미국 학위 논문 및 433,000개의 학술 대회 자료 포함)를 전 세계 연구자 및 도서관 이용자에게 제공한다. 대영 도서관이 운영 비용의 일부를 충당해야 한다는 정부 지침에 따라 사용자에게 수수료가 부과된다. 그러나 이 서비스는 더 이상 수익성이 없어 추가 손실을 막기 위해 일련의 구조 조정이 이루어졌다.
구글 북스가 시작되었을 때, 대영 도서관은 마이크로소프트와 계약을 맺고 대영 도서관의 여러 책을 Live Search Books 프로젝트를 위해 디지털화했다. 이 자료는 미국 독자들에게만 제공되었고, 2008년 5월에 종료되었다. 스캔된 책들은 현재 대영 도서관 카탈로그 또는 아마존을 통해 이용할 수 있다.
2010년 10월 대영 도서관은 경영 및 경영 연구 포털을 개설했다. 이 웹사이트는 경영 연구 보고서, 컨설팅 보고서, 워킹 페이퍼 및 기사에 대한 디지털 접근을 허용하도록 설계되었다.
2011년 11월, 18세기와 19세기의 신문 400만 페이지가 British Newspaper Archive로 온라인에 공개되었다. 이 프로젝트는 향후 10년 동안 최대 4,000만 페이지를 스캔할 계획이었다. 기록 보관소는 무료로 검색할 수 있지만, 페이지 자체에 접근하려면 비용이 부과된다.
2022년 현재, Explore the British Library는 온라인 카탈로그의 최신 버전이다. 약 5,700만 건의 기록을 포함하고 있으며, 컬렉션에서 자료를 검색, 조회 및 주문하거나 도서관 웹사이트의 내용을 검색하는 데 사용할 수 있다. 도서관의 전자 컬렉션에는 40,000개 이상의 전자 저널, 800개의 데이터베이스 및 기타 전자 자료가 포함되어 있다. 이 중 상당수는 등록된 세인트판크라스 독자 패스 소지자가 원격으로 접근할 수 있다.
박사 학위 논문은 E-Theses Online Service (EThOS)를 통해 이용할 수 있다.

### 우표 컬렉션

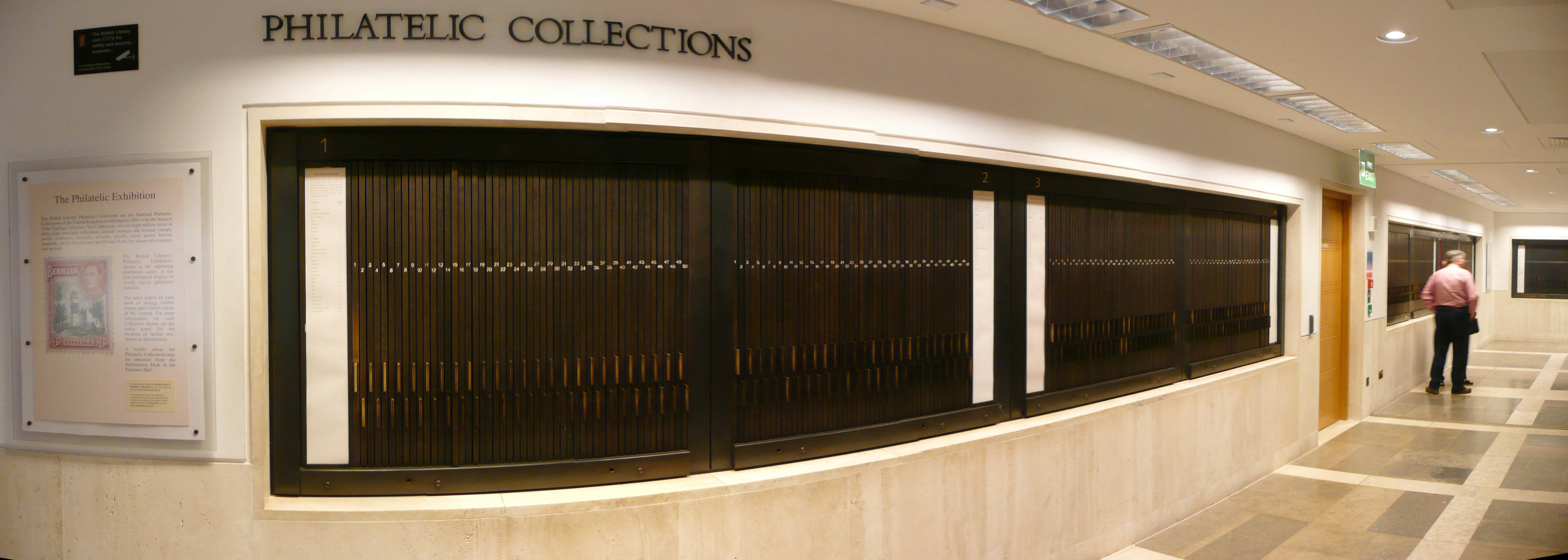
우표 컬렉션

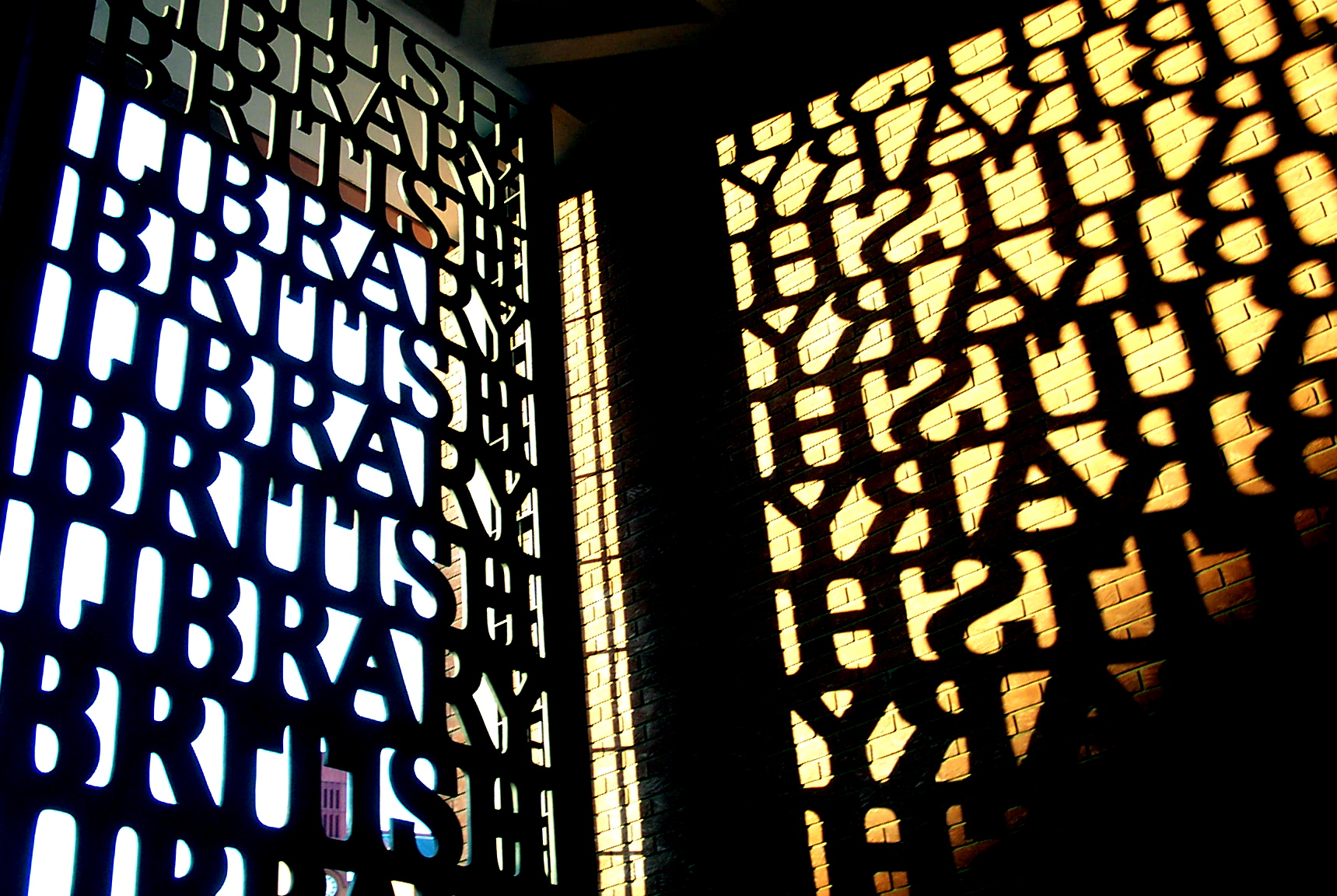
입구 게이트와 그림자 (데이비드 킨더슬리와 리다 로페스 카르도조 킨더슬리가 디자인)

British Library Philatelic Collections은 세인트판크라스에 보관되어 있다. 이 컬렉션은 1891년 토머스 태플링 컬렉션의 기증으로 설립되었다. 이후 꾸준히 발전하여 현재 25개 이상의 주요 컬렉션과 여러 소규모 컬렉션을 포함하며, 광범위한 분야를 포괄한다. 이 컬렉션에는 우표 및 인지 (세금), postal stationery, 에세이, 교정본, 커버 및 항목, "cinderella stamp" 자료, 견본 발행물, 항공우편, 일부 postal history 자료, 공식 및 개인 우편 등이 거의 모든 국가와 시대를 아우른다. 약 6,000개의 시트에 있는 80,000점의 자료를 1,000개의 진열 프레임에서 볼 수 있으며, 2,400개의 시트는 태플링 컬렉션에서 가져온 것이다. 전 세계를 아우르는 다른 모든 자료는 학생과 연구자가 이용할 수 있다.

## 시설

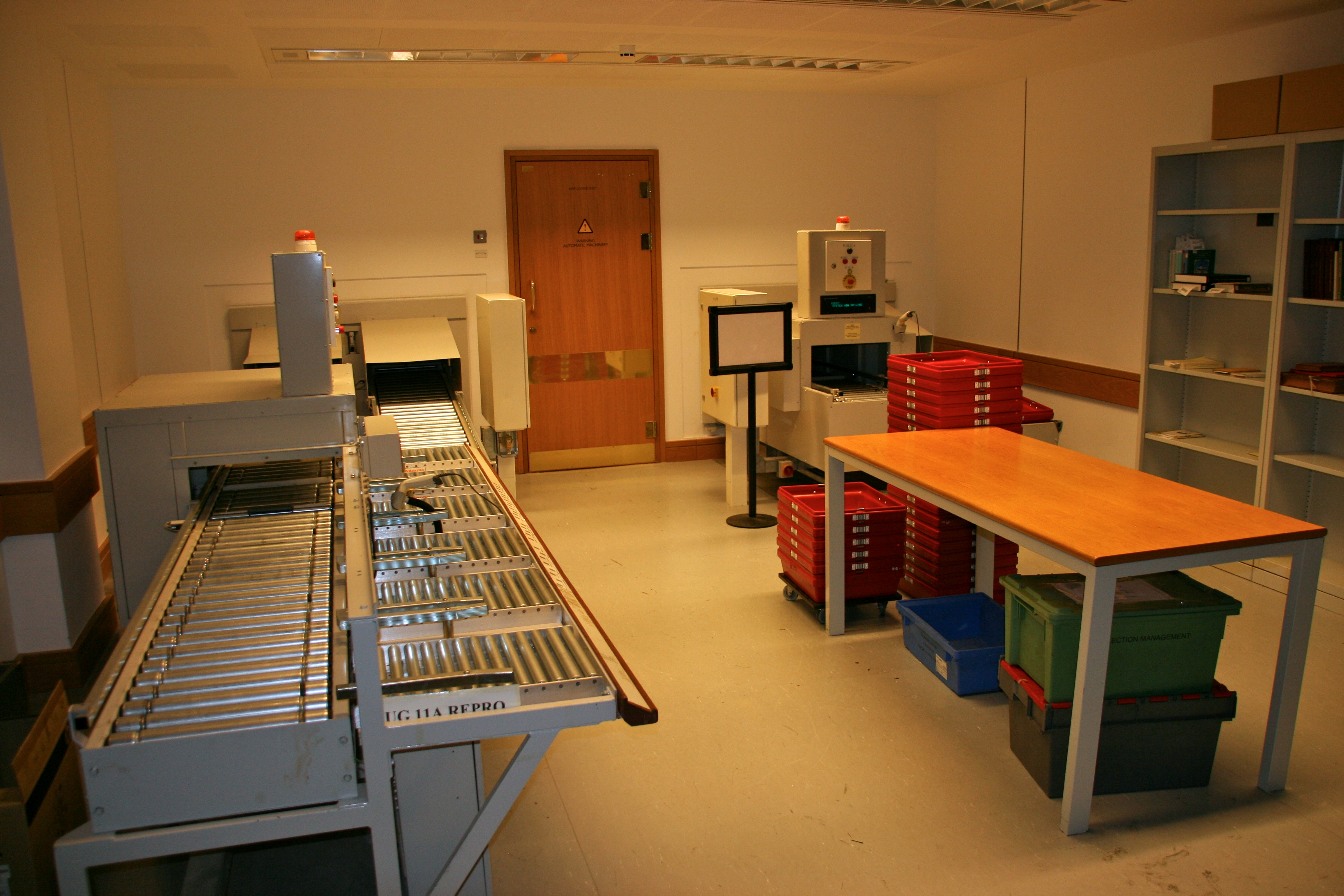
요청된 책을 보관소에서 열람실로 전달하는 데 사용되는 기계식 도서 처리 시스템(MBHS)

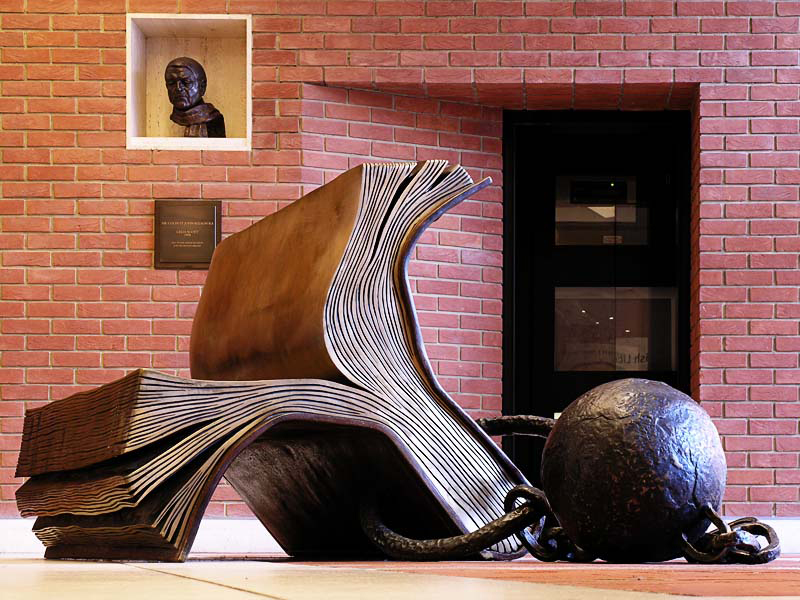
청동 조각상. 빌 우드로의 'Sitting on History'는 칼 제라시와 다이앤 미들브룩이 1997년 대영 도서관을 위해 구매했다.
쇠사슬이 달린 'Sitting on History'는 우리가 벗어날 수 없는 정보의 포획자로서의 책을 의미한다.
왼쪽 상단에 보이는 흉상은 1998년 아메리칸 트러스트 포 더 브리티시 라이브러리(American Trust for the British Library)가 기증한 셀리아 스콧의 콜린 세인트 존 윌슨 RA이다. 콜린 경은 대영 도서관 건물을 설계했다.

도서관은 자료를 이용할 필요가 있는 모든 사람에게 개방되어 있다. 영구 주소를 가진 사람은 누구나 열람증을 신청할 수 있으며, 서명 및 주소 증명을 제공해야 한다.
역사적으로, 다른 공공 도서관이나 학술 도서관에서 구할 수 없는 전문 자료를 사용하고자 하는 사람에게만 열람증이 발급되었다. 도서관은 자체 대학 도서관에 접근할 수 있는 학부생들을 열람실에 너무 많이 허용한다는 비판을 받았다. 도서관은 합법적인 개인, 업무 관련 또는 학술 연구 목적이 있는 한 항상 학부생을 허용해 왔다고 답변했다.
대부분의 카탈로그 항목은 Primo를 기반으로 하는 도서관의 주요 카탈로그인 Explore the British Library에서 찾을 수 있다. 다른 컬렉션은 서부 사본과 같이 자체 카탈로그를 가지고 있다. 런던 부지에는 11개의 열람실이 있고 요크셔에는 1개의 열람실이 있다.
대영 도서관 열람증 소지자는 2014년 9월 29일부터 요크셔 보스턴 스파에 있는 도서관 부지의 열람실에서 문서 공급 컬렉션과 실물 신문 컬렉션을 열람할 수 있다. 납본 컬렉션 자료에 대한 접근이 가능해짐에 따라, 보스턴 스파 열람실을 이용하려면 방문객이 열람자로 등록해야 한다.

## 전시회

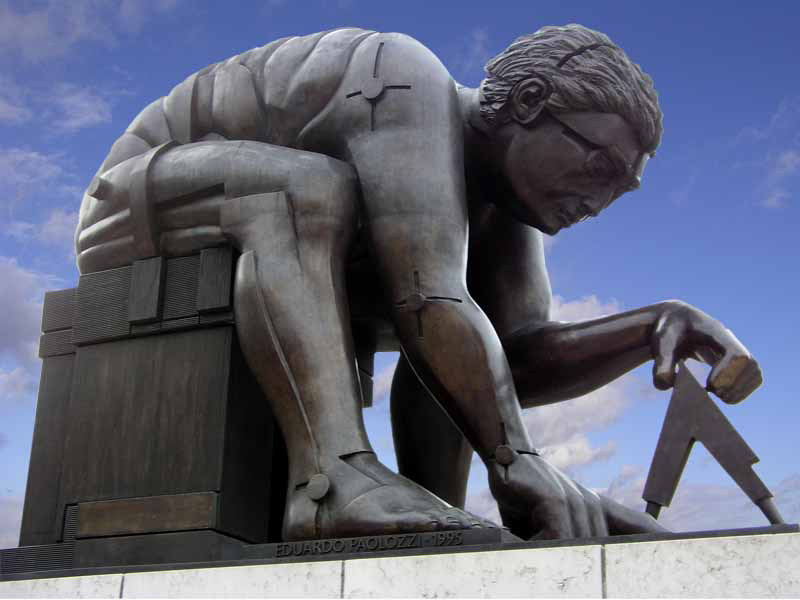
에두아르도 파올로치가 윌리엄 블레이크의 작품을 바탕으로 1995년에 제작한 뉴턴의 청동 조각상

존 릿블랫 경 갤러리에서는 여러 책과 사본을 대중에게 무료로 공개하고 있다. 전시된 사본 중에는 베오울프, 린디스판 복음서와 St Cuthbert Gospel, 구텐베르크 성경, 제프리 초서의 캔터베리 이야기, 토머스 맬러리의 아서 왕의 죽음, 제임스 쿡 선장의 일지, 제인 오스틴의 잉글랜드 역사, 샬럿 브론테의 제인 에어, 루이스 캐럴의 이상한 나라의 앨리스, 러디어드 키플링의 Just So Stories, 찰스 디킨스의 니콜라스 니클비, 버지니아 울프의 댈러웨이 부인 등이 있으며, 마그나 카르타만을 위한 방과 여러 쿠란 및 아시아 자료도 전시되어 있다.
영구 전시 외에도 지도, 성스러운 텍스트, 영어의 역사, 그리고 마그나 카르타 800주년 기념을 포함한 법률에 대한 빈번한 주제별 전시회가 열린다.

## 서비스 및 부서

### 비즈니스 및 IP 센터
2005년 5월, 대영 도서관은 런던 개발청으로부터 100만 파운드를 지원받아 두 개의 열람실을 비즈니스 & IP 센터로 변경했다. 이 센터는 2006년 3월에 문을 열었다. 이 센터는 비즈니스 및 지식 재산 (IP) 자료의 포괄적인 컬렉션을 보유하고 있으며, 영국 국립 비즈니스 및 IP 센터 네트워크의 일부이다.
컬렉션은 시장 조사, 회사 정보, 무역 디렉토리, 잡지의 네 가지 주요 정보 영역으로 나뉜다. 하드카피와 약 30개의 구독 데이터베이스를 통해 온라인으로 무료로 제공된다. 등록된 독자는 컬렉션과 데이터베이스에 접근할 수 있다. 직원은 중소기업 (SME) 및 기업가가 모든 자료를 활용할 수 있도록 안내하는 교육을 받았다.
1855년으로 거슬러 올라가는 컬렉션에는 40개국에서 온 5천만 개 이상의 특허 명세서가 있다. 이 컬렉션에는 또한 특허, 상표 및 Registered Design에 대한 공식 관보, 판례 보고서 및 기타 소송 자료, 저작권 정보가 포함되어 있다. 이것은 하드카피와 온라인 데이터베이스를 통해 이용할 수 있다.
2018년 비즈니스 및 IP 센터에 휴먼 대출 도서관 서비스가 설립되어 사회적 기업가들이 저명한 비즈니스 전문가로부터 한 시간 동안 멘토링을 받을 수 있게 되었다. 이 서비스는 Expert Impact와 협력하여 운영된다.

### 문서 공급 서비스
1973년 설립 당시 대영 도서관은 1961년에 설립된 요크셔 보스턴 스파 근처의 국립 과학 기술 대출 도서관(NLL)을 흡수했다. 그 전에는 이 부지에 제2차 세계 대전 왕립 병기 공장인 ROF Thorp Arch가 있었는데, 이 공장은 1957년에 문을 닫았다. NLL이 1973년 대영 도서관의 일부가 되었을 때 이름이 대영 도서관 대출 부서로 변경되었고, 1985년에는 대영 도서관 문서 공급 센터로 다시 명명되었으며, 현재는 대영 도서관 문서 공급 서비스(BLDSS)로 종종 약칭된다.
현재 BLDSS는 8750만 개의 자료를 보유하고 있으며, 여기에는 296,000개의 국제 저널 제목, 400,000개의 학술 대회 자료, 3백만 개의 monograph, 5백만 개의 공식 간행물, 그리고 500,000개의 영국 및 북미 학위 논문이 포함된다. 문서 공급 컬렉션에 있는 1250만 개의 기사는 전자적으로 보관되어 즉시 다운로드할 수 있다.
이 컬렉션은 영국, 해외 및 국제 산업, 특히 제약산업의 연구개발을 지원한다. BLDSS는 또한 고등 교육 기관, 학생 및 교직원, 그리고 일반 대중에게 자료를 제공하며, 이들은 공공 도서관 또는 도서관의 BL 문서 공급 서비스(BLDSS)를 통해 자료를 주문할 수 있다.
2013년 4월, BLDSS는 새로운 온라인 주문 및 추적 시스템을 출시했는데, 이를 통해 고객은 이용 가능한 자료를 검색하고, 상세한 가용성, 가격 및 배송 시간 정보를 확인하며, 주문을 하고 추적하고, 계정 기본 설정을 온라인으로 관리할 수 있다.

### 음성 자료 보관소

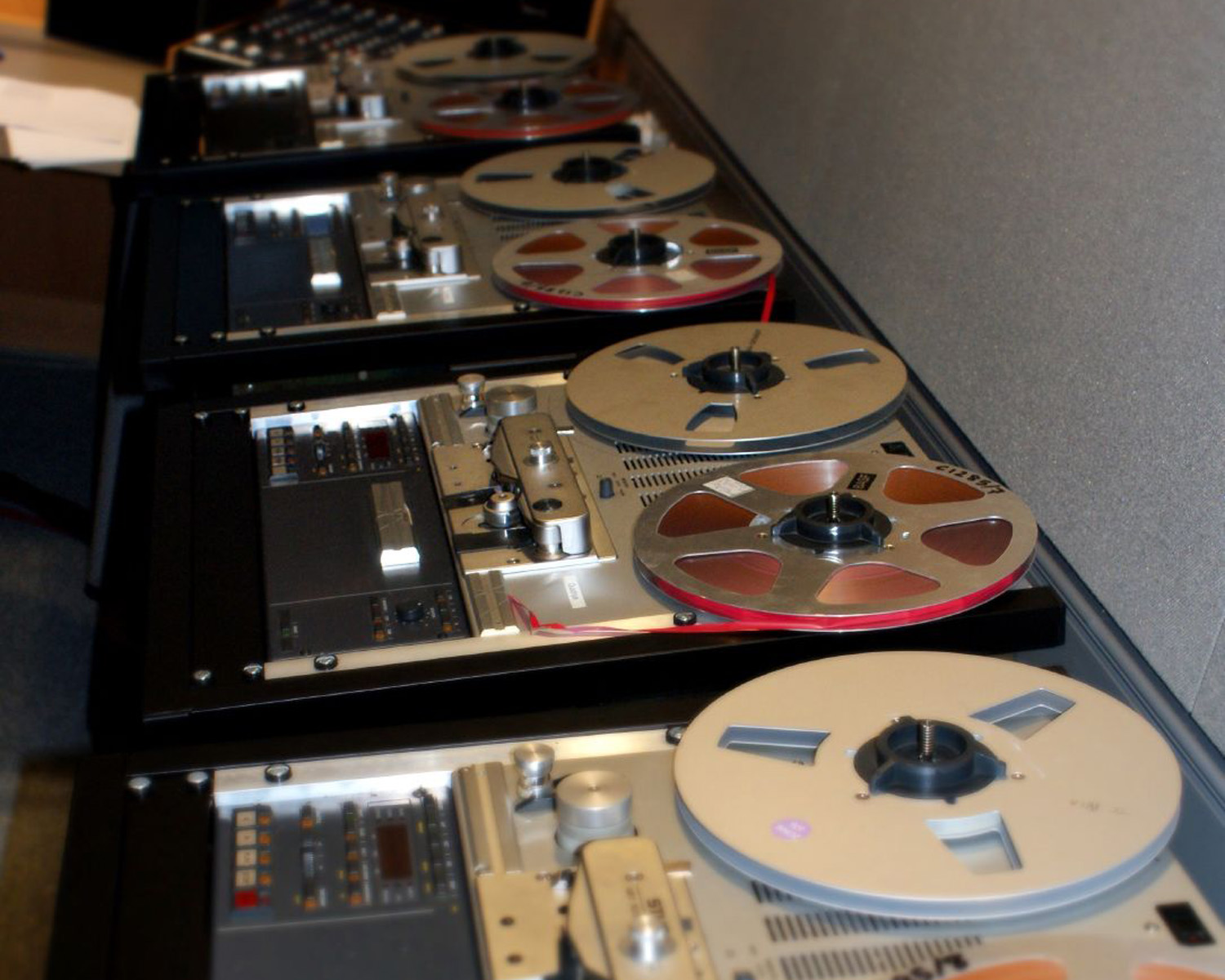
대영 도서관 음성 자료 보관소에서 사용되는 테이프 플레이어, 2009년 사진

대영 도서관 음성 자료 보관소는 100만 개 이상의 디스크와 185,000개의 테이프를 소장하고 있다. 이 컬렉션은 전 세계에서 수집되었으며, 음악, 드라마, 문학에서 구술 역사 및 야생 동물 소리에 이르기까지 100년 이상에 걸친 모든 종류의 녹음된 소리를 포괄한다.
도서관의 SoundServer와 Rare Books & Music Reading Room에 있는 Listening and Viewing Service를 통해 도서관의 일부 열람실에서 컬렉션의 녹음을 들을 수 있다.
2006년 도서관은 새로운 온라인 자료인 British Library Sounds를 출시하여 음성 기록 보관소의 50,000개 녹음 파일을 온라인에서 이용할 수 있도록 했다.

### 영상 서비스
2012년 10월에 시작된 대영 도서관의 영상 서비스는 거의 백만 건에 달하는 음향 및 영상 자료에 현장 접근을 제공하며, 2천만 건 이상의 음향 및 영상 녹음에 대한 데이터를 지원한다. 저작권 문제로 인해 세인트판크라스 또는 보스턴 스파의 열람실 내 단말기에서만 접근할 수 있는 세 가지 서비스는 다음과 같다.
- BBC 파일럿/리덕스: BBC Research & Development와의 협력으로, 2007년 6월부터 BBC의 모든 전국 및 일부 지역 방송을 24시간 녹화해 온 아카이브를 미러링한다. BBC 파일럿은 220만 개의 카탈로그 기록과 225,000개의 재생 가능한 프로그램을 포함하지만, BBC 리덕스와 달리 2011년 이후의 방송은 포함하지 않는다. BBC 리덕스는 2022년에 운영을 중단했다.[113]
- 방송 뉴스: 2010년 5월부터 대영 도서관은 BBC, ITV, 채널 4, 스카이 뉴스, 알자지라 영어, NHK 월드, CNN, 프랑스 24, 블룸버그, 러시아 투데이, 중국 CCTV 뉴스 등 17개 채널의 일일 TV 및 라디오 뉴스 방송을 오프에어 녹화해 왔다. 많은 프로그램에는 전자적으로 검색 가능한 자막이 포함되어 있어 연구 도구로서 컬렉션의 가치를 크게 높인다.
- 학습 및 교육을 위한 텔레비전 및 라디오 지수(TRILT): BUFVC에서 제작한 TRILT는 2001년 이후 (그리고 선택적으로 1995년까지) 모든 영국 텔레비전 및 라디오 방송에 대한 데이터베이스이다. 연간 백만 건씩 증가하는 1,600만 건의 기록은 모든 채널, 방송 및 재방송을 포괄한다.

## 기타 프로젝트
대영 도서관은 국가 및 국제적으로 중요한 여러 프로젝트를 후원하거나 공동 후원한다. 여기에는 다음이 포함된다.
- International Dunhuang Project[114]
- Theatre Archive Project[115]
- Incunabula Short Title Catalogue[114]
- DataCite, 데이터 인용을 개선하는 것을 목표로 하는 국제 비영리 단체[116]
- Endangered Archives Programme[117]

## 최고 경영자 및 기타 직원
대영 도서관 직원들은 큐레이터, 비즈니스 및 기술 등 다양한 역할을 수행한다. 큐레이터 역할에는 사서, 큐레이터, 디지털 보존 전문가, 기록 보관가 및 관리자가 포함되거나 포함되었다. 2001년에는 린 브린들리(최고 경영자), 이안 밀러(재무 및 기업 자원 이사), 나탈리 시니(운영 및 서비스 이사), 질 피니(전략 마케팅 및 커뮤니케이션 이사), 클라이브 필드(학술 및 컬렉션 이사)로 구성된 고위 경영팀이 설립되었다. 이는 복잡한 구조, 거대 하이브리드 도서관, 글로벌 브랜드 및 디지털 보존 투자의 문제를 더 잘 관리하기 위함이었다.

### 최고 경영자
- 1973–1984: 해리 훅웨이 경, 초대 최고 경영자[120][121]
- 1984–1991: 케네스 쿠퍼[122]
- 1991–2000: 브라이언 랭 박사[123]
- 2000–2012: 린 브린들리 경[124]
- 2012–2025: 롤리 키팅 경[125][126]
- 2025년부터: 레베카 로렌스[126]

### 수석 사서
- 2016–2018: 캐롤라인 브라지에, 초대 수석 사서, 2002–2018년까지 도서관에서 근무[127]
- 2018–현재: 리즈 졸리[128]

## 같이 보기
- 대영 박물관